# Yumen
Yumen (cinese semplificato:玉门, cinese tradizionale:玉門, pinyin: Yùmén, letteralmente "Porta di giada") è una città situata nella parte occidentale della provincia cinese di Gansu.
Si tratta di una città con una popolazione di 116 194 abitanti (2000). Dal punto di vista amministrativo, fa parte della prefettura di Jiuquan. Si trova lungo l'antica via della seta, ed è famosa per la produzione di olio.
Non si tratta del famoso Yumen Guan, o passo di frontiera Porta di giada dei tempi antichi, entrata della vecchia via della seta, situato non molto ad ovest di Dunhuang. Nonostante sia Yumen che Yumen Gate si trovino nello Jiuquan, quest'ultimo è a circa 400 km ad ovest rispetto alla prima.
Dopo che nel luglio 2014 un trentottenne morì di peste bubbonica, 151 fra suoi parenti e amici vennero messi in quarantena e la città intera si ritrovò in isolamento.